# فضيلة ختمي

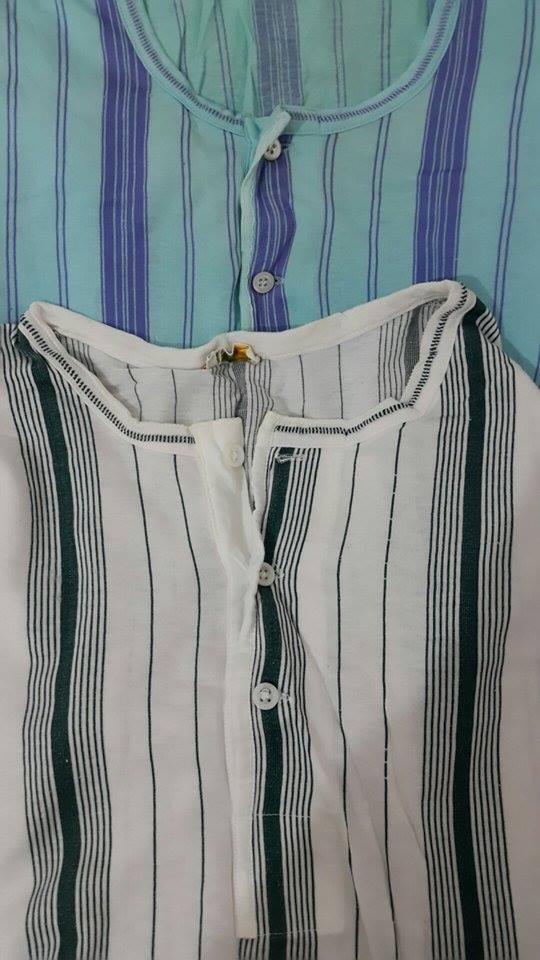
مريول فضيلة

فضيلة ختمي هي فنّانة تونسيّة ولدت سنة 1905 و توفيت يوم 12 جانفي من سنة 1992 ، لها تجارب فنية في مجالات الغناء و الرقص و التمثيل و هي التي ابتكرت مريول فضيلة . نشأت في وسط فنّي نظرا لأن أمّها نسرية فراولو ، هي مطربة و راقصة معروفة من أصل تركي . بدأت فضيلة مشوارها الفنّي بمجموعة من الأغاني منها زمّر يا شيفور و لما ريت و حلو دلال و محلاه قدك سرول و التي اشتهرت منذ بداية بث الأغاني براديو القصبة سنة 1920 . كوّنت فرقتها الموسيقية و قد انضم إليها كبار العازفين . 
قامت ببطولة عدة مسرحيات و بعثت صالونا أدبيا كان يتم فيه ملتقى المبدعين و المفكرين كل يوم أربعاء . انضمت إلى فرقة الإذاعة للتمثيل خلال الحرب العالمية الثانية وواصلت نشاطها إلى السّتينات كما كانت ضمن المجموعة التي شكلت البرنامج الاذاعي حصة المرأة إلى جانب الأديبة ناجية ثامر والسيدة المحرزي. 

## روابط خارجية
- فضيلة ختمي على موقع ميوزك برينز (الإنجليزية)